# Tesker
Tesker est une localité et une commune rurale du Niger, chef-lieu du département de Tesker, région de Zinder.

## Géographie
La localité de Tesker est située à 320 km au nord-est du chef-lieu régional Zinder.
| Aderbissinat | Aderbissinat       | Fachi      |
| Tenhya       | Tesker             | N'Gourti   |
| Alakoss      | Kellé, Goudoumaria | N'Guelbély |

## Histoire
La commune rurale de Tesker est instaurée en 2002. Depuis 2011, le poste administratif de Tesker ainsi que la commune de Tesker sont détachés du département de Gouré pour constituer le département de Tesker.

## Population
Lors du recensement général de 2012, la population communale est relevée à 37 132 habitants, dont 1 173 habitants pour la localité principale.

## Localités
La commune s'étend sur 61 villages, 12 hameaux, 31 camps et 144 points d'eau sur la totalité du département de Tesker.

## Services et infrastructures
- Centre de Santé Intégré (CSI) à Tesker, Dourwanga, Tidjira et Yougoum[5].
- Collège d'enseignement général (CEG), Collège d'enseignement technique (CET), Centre de formation des métiers (CFM) à Tesker.